# Ludovic Magnin
Ludovic Magnin (Lausana, 20 de abril de 1979) es un entrenador y exfutbolista suizo que jugaba de defensa. Actualmente dirige al FC Basel.

## Carrera como jugador
Magnin comenzó como junior en el FC Echallens antes de empezar en Lausanne-Sports, y acabó en el Yverdon-Sport FC, entrenado por Lucien Favre, donde llegó a los últimos niveles junior. En 1999, debutó profesionalmente en el Yverdon Sports. En verano de 2000, fue transferido al AC Lugano de la primera división: la Super Liga Suiza.
A inicios de 2002, Magnin fue transferido al poderoso Werder Bremen de la Bundesliga en una suma de aproximadamente 1 millón de francos suizos. Ahí logró el doblete a conseguir el campeonato de liga y la Copa de Alemania en 2004, pero no fue del todo satisfactorio pues Magnin sufrió varias lesiones y disputó solo 45 juegos en 4 años en Bremen.
En 2005, fue transferido al VfB Stuttgart, también de la Bundesliga alemana, donde se asentó en el equipo titular en la primera temporada y fue un jugador clave para su equipo en la siguiente temporada 2006-07 cuando se proclamó campeón de Alemania por segunda vez en su carrera. En 2008, extendió su contrato hasta junio de 2010.
Cuando empezó a perder su puesto en el equipo titular en el inicio de la temporada 2009-10, decidió dejar el club alemán para tener continuidad y buscar un lugar en la selección de Suiza en la Copa Mundial de Fútbol de 2010. Por lo tanto, regresó a su país en enero de 2010 para vestir la camiseta del FC Zürich. El 27 de agosto de 2012, anunció su decisión de poner fin a su carrera como jugador tras sufrir una lesión de espalda antes del comienzo de la temporada.

## Selección nacional
Ha sido internacional con la selección de Suiza en 61 partidos y ha convertido 3 goles desde su debut en el año 2000. Fue llamado a participar en la Eurocopa 2008, donde fue el capitán del equipo en reemplazo del lesionado Alexander Frei. Además participó en la Copa Mundial de Fútbol de 2006 y la Eurocopa 2004. Inicialmente no fue convocado a la escuadra suiza para el Mundial de 2010 pero luego fue llamado en reemplazo del lesionado Christoph Spycher. En agosto de 2010, anunció su retiro del seleccionado europeo.

### Participaciones en Copas del Mundo
| Mundial                        | Sede      | Resultado        | Partidos | Goles |
| ------------------------------ | --------- | ---------------- | -------- | ----- |
| Copa Mundial de Fútbol de 2006 | Alemania  | Octavos de final | 3        | 0     |
| Copa Mundial de Fútbol de 2010 | Sudáfrica | Primera fase     | 0        | 0     |

### Participaciones en Eurocopas
| Eurocopa      | Sede            | Resultado    | Partidos | Goles |
| ------------- | --------------- | ------------ | -------- | ----- |
| Eurocopa 2004 | Portugal        | Primera fase | 1        | 0     |
| Eurocopa 2008 | Austria y Suiza | Primera fase | 3        | 0     |

## Carrera como entrenador

### FC Zürich
El 20 de febrero de 2018, Magnin fue anunciado como entrenador del FC Zürich, en reemplazo de Ulrich Forte. En su primer temporada, obtuvo la Copa de Suiza después de vencer al Young Boys en la final. El 5 de octubre de 2020, fue destituido de su cargo tras un mal comienzo de la temporada 2020-21, que vio al club último en la liga después de tres jornadas.

### Rheindorf Altach
El 30 de diciembre de 2021, se convirtió en entrenador del Rheindorf Altach de la Bundesliga austríaca. El 20 de mayo de 2022, después de una crucial victoria por 2-1 sobre el WSG Tirol, el club evitó el descenso al terminar un punto por delante del Admira Wacker Mödling.

### Lausana-Sport
Tres días después de salvar al Rheindorf Altach del descenso, fue anunciado como técnico del club de su ciudad natal, el Lausana-Sport. El 27 de mayo de 2023, gracias a un empate contra el Aarau, el club logró el ascenso a la Superliga. En junio de 2025, presentó su renuncia al cargo tras la finalización de la temporada.

### FC Basel
El 16 de junio de 2025, asumió al frente del FC Basel.

## Clubes

### Como jugador
| Club          | País     | Año       |
| ------------- | -------- | --------- |
| Yverdon Sport | Suiza    | 1997-2000 |
| AC Lugano     | Suiza    | 2000-2001 |
| Werder Bremen | Alemania | 2001-2005 |
| VfB Stuttgart | Alemania | 2005-2009 |
| FC Zürich     | Suiza    | 2010-2012 |

### Como entrenador
| Club             | País    | Año           |
| ---------------- | ------- | ------------- |
| FC Zürich        | Suiza   | 2018-2020     |
| Rheindorf Altach | Austria | 2022          |
| Lausana-Sport    | Suiza   | 2022-2025     |
| FC Basel         | Suiza   | 2025-presente |

## Palmarés

### Como jugador

#### Campeonatos nacionales
| Título           | Club          | País     | Año     |
| ---------------- | ------------- | -------- | ------- |
| Bundesliga       | Werder Bremen | Alemania | 2003-04 |
| Copa de Alemania | Werder Bremen | Alemania | 2003-04 |
| Bundesliga       | VfB Stuttgart | Alemania | 2006-07 |

### Como entrenador

#### Campeonatos nacionales
| Título        | Club      | País  | Año     |
| ------------- | --------- | ----- | ------- |
| Copa de Suiza | FC Zürich | Suiza | 2017-18 |